# Пшецлав
Пшѐцлав (на полски: Przecław) е град в Югоизточна Полша, Подкарпатско войводство, Мелешки окръг. Административен център е на градско-селската Пшецлавска община. Заема площ от 16,04 км2.

## Население
Според данни от полската Централна статистическа служба, към 1 януари 2014 г. населението на града възлиза на 1 711 души. Гъстотата е 107 души/км2.